# Sojuz TM-23
Sojuz TM-23 (Союз ТМ-23) – rosyjska załogowa misja kosmiczna, stanowiąca dwudziestą piątą wyprawę na pokład  stacji kosmicznej Mir.